# زكي داغستاني
محمد زكي بن عمر داغستاني (وشهرته زكي داغستاني) قارئ سعودي من مواليد مكة، اشتهر بشخصيته المعروفة في التعليم والإعلام، وكان له نشاط واسع ومشاركات فاعلة في الإذاعة والتلفاز والاحتفالات الملكية الرسمية، حيث كان من القراء الأوائل بالمملكة العربية السعودية.

## نشأته
ولد في مكة المكرمة عام 1345 هـ الموافق 1925م أصيب بمرض الجدري الذي أفقده البصر وعمره سنة ونصف. حفظ القرآن الكريم عن طريق الاستماع، قام بتجويده وقراءته في عام 1369 هـ برواية حفص عن عاصم، على يد شيخ القراء آنذاك الشيخ أحمد حجازي، ثم أعاد مراجعته معه مرة أخرى عام 1370 هـ، ونال منه شهادة بإجازة تلاوة القرآن الكريم وتدريسه عام 1374 هـ، كما قرأ أيضاً على يد أحد مشايخ القراء آنذاك وهو الشيخ جعفر جميل.
من زملائه الشيخ عباس مقادمي، والشيخ سراج قاروت، والشيخ محمد الكحيلي والشيخ زيني بويان، والشيخ جميل آشي (يرحمهم الله تعالى).
كان يدرس القرآن الكريم بالحرم المكي الشريف، وفي عام 1382هـ عين معلماً لمادة القرآن الكريم بوزارة المعارف في مدرسة تحفيظ القرآن الكريم الابتدائية (تسمى حالياً مدرسة الشيخ عبد العزيز بن باز لتحفيظ القرآن الكريم) وتخرج على يده عدد كبير من حفظة كتاب الله، وهم ينتشرون الآن في جميع أنحاء المملكة العربية السعودية وكثير من البلدان العربية والإسلامية، ومنهم: محمد أيوب يوسف، عبد الله نذير، عبد الغفور عبد الكريم عبيد.
الشيخ زكي داغستاني شخصية معروفة في التعليم والإعلام، وله نشاط واسع ومشاركات فاعلة في الإذاعة والتلفاز والاحتفالات الملكية الرسمية، حيث كان من القراء الأوائل بالمملكة العربية السعودية، عرفه الكثيرون من خلال صوته المتميز بالقراءة الحجازية المشهورة، وكان يؤكد دوماً لطلابه على ضرورة تطبيق أحكام التجويد في قراءة القرآن الكريم، ويرى أن المقامات مكملة ومحسنة للتلاوة ويفضل تعليمها حتى يستطيع القارئ المحافظة على الأوزان والطبقات الصوتية أثناء القراءة، وينصح طلابه دوماً بضرورة المراجعة المستمرة للقرآن الكريم، ويذكرهم بالحديث النبوي (تعاهدوا هذا القرآن فوالذي نفس محمد بيده لهو أشد تفلتاً من الإبل في عقلها).

## مرضه ووفاته
أصيب بمرض الشلل الرعاش في عام 1405 هـ الموافق 1985م، وعانى منه الكثير لعدة سنوات وجعله ذلك ينقطع عن الناس وخاصة في السنوات الأخيرة من عمره عندما زاد عليه المرض، وبعد معاناة من المرض لعدة سنوات توفي بعد صلاة الجمعة يوم 21/5/1425هـ الموافق 9/7/2004م وصلي عليه في المسجد الحرام بعد صلاة المغرب ودفن بمقابر المعلاة.